# Fiq (Éthiopie)
Pour les articles homonymes, voir Fiq.
Fiq (ou Fik, en somali : Fiiq) est une ville de l'est de l'Éthiopie, chef-lieu de la zone Erer dans la région Somali.
Fiq se situe vers 1 150 m d'altitude, environ 130 km au sud de Babille sur la route en direction d'Imi.
Le recensement national de 2007 y fait état d'une population de 12 112 habitants.
Chef-lieu de l'ancienne zone Fiq, elle est désormais la principale ville de la zone Erer et reste le chef-lieu du woreda Fiq.